# Protéine de liaison à l'ADN simple brin
Une protéine fixant l'ADN simple brin, ou single-strand binding protein (SSB ou SSBP), est une protéine dont le rôle est de se lier à un brin d'ADN pour l'empêcher de s'apparier avec son brin complémentaire. En effet, certains mécanismes comme la réplication de l'ADN nécessitent de garder temporairement l'ADN sous forme de simple brin pour permettre à l'ADN polymérase d'effectuer la synthèse du brin complémentaire. Lors de la réplication, l'ADN simple brin est en général produit par l'action d'une hélicase, une enzyme qui consomme de l'ATP pour fournir l'énergie permettant d'ouvrir le duplexe d'ADN. La fixation des SSB permet d'éviter le réappariement immédiat du duplexe, ce qui équivaudrait à avoir dépensé cette énergie en pure perte.
Les protéines SSB interviennent au niveau de la réplication, mais aussi de la réparation par excision de nucléotides et de la recombinaison, des mécanismes de maintenance de l'ADN qui impliquent des étapes de synthèse d'un brin d'ADN par une ADN polymérase.
Des SSB ont été identifiées chez la plupart des organismes, depuis les virus jusqu'aux animaux complexes. Chez l'Homme, la protéine de liaison à l'ADN simple brin qui participe à la réplication de l'ADN est appelée protéine de réplication A (ou RPA, replication protein A).